# Чормоз
Чормоз (рос. Чёрмоз) — місто Росії, в Іллінському районі Пермського краю. Має статус міського поселення.

## Фізико-географічна характеристика
Місто розташоване в північній частині Іллінського району, на березі Камського водосховища за 102 км на північ від Пермі.
Рельєф місцевості рівнинний. Клімат помірно-континентальний з тривалою холодною зимою та теплим коротким літом. Річна кількість опадів звичайно висока. Найбільша кількість опадів випадає впродовж трьох літніх місяців (червень-серпень).

### Екологія
Екологічні умови сприятливі завдяки відсутності великих, екологічно небезпечних промислових виробництв на території самого поселення і його віддаленості від великих промислових центрів Прикам'я. Це один з найсприятливіших в екологічному відношенні районів Прикам'я.

### Клімат
Клімат Пермі — помірно-континентальний. Близькість Камського водосховища викликає підвищену вологість та невелику затримку підвищення температури в літній час і пониження температури в листопаді.
| Клімат Чормоза          | Клімат Чормоза | Клімат Чормоза | Клімат Чормоза | Клімат Чормоза | Клімат Чормоза | Клімат Чормоза | Клімат Чормоза | Клімат Чормоза | Клімат Чормоза | Клімат Чормоза | Клімат Чормоза | Клімат Чормоза | Клімат Чормоза |
| Показник                | Січ.           | Лют.           | Бер.           | Квіт.          | Трав.          | Черв.          | Лип.           | Серп.          | Вер.           | Жовт.          | Лист.          | Груд.          | Рік            |
| Середня температура, °C | −16,1          | −13,9          | −6,7           | 1,5            | 9,2            | 15,3           | 18,3           | 15,1           | 9,3            | 1,6            | −5,7           | −12,1          | 1,3            |
| Норма опадів, мм        | 39.5           | 28.3           | 21.2           | 32             | 44.7           | 63.1           | 88.5           | 70.7           | 68.8           | 50.1           | 40.5           | 33.8           | 578.7          |
| ----------------------- | -------------- | -------------- | -------------- | -------------- | -------------- | -------------- | -------------- | -------------- | -------------- | -------------- | -------------- | -------------- | -------------- |
| Джерело:                |                |                |                |                |                |                |                |                |                |                |                |                |                |

| Сонячне сяйво, годин за місяць | Сонячне сяйво, годин за місяць | Сонячне сяйво, годин за місяць | Сонячне сяйво, годин за місяць | Сонячне сяйво, годин за місяць | Сонячне сяйво, годин за місяць | Сонячне сяйво, годин за місяць | Сонячне сяйво, годин за місяць | Сонячне сяйво, годин за місяць | Сонячне сяйво, годин за місяць | Сонячне сяйво, годин за місяць | Сонячне сяйво, годин за місяць | Сонячне сяйво, годин за місяць | Сонячне сяйво, годин за місяць |
| місяць                         | січні                          | лютого                         | березня                        | квітні                         | травня                         | червня                         | липня                          | серпня                         | вересня                        | жовтня                         | листопада                      | грудня                         | Рік                            |
| Сонячне сяйво, ч               | 38                             | 74                             | 142                            | 203                            | 273                            | 299                            | 286                            | 218                            | 125                            | 62                             | 31                             | 20                             | 1771                           |
| ------------------------------ | ------------------------------ | ------------------------------ | ------------------------------ | ------------------------------ | ------------------------------ | ------------------------------ | ------------------------------ | ------------------------------ | ------------------------------ | ------------------------------ | ------------------------------ | ------------------------------ | ------------------------------ |

## Історія
Виникло при металургійному заводі. У 1761 році тут — в гирлі річки Чормоз при присілку Олековий барон Микола Григорович Строганов почав будівництво греблі ставка та міделиварного заводу, який незабаром було перепрофільовано в чавуноливарний, а в 1778 продано (з іншими маєтками) за 450000 рублів вихідцю з Персії, вірмена за походженням, придворному ювелірові Катерини II, Івану (Ованесу) Лазарєву, що незадовго до цього отримав російське спадкове дворянство. У 1800 Чормоз стає столицею всіх Пермських маєтків Лазарєвих, тут будуються багаті будівлі, розвивається промисловість, утворюються школи. Чормозьке залізо було відомо по всій Росії та поставлялося навіть до Англії. З нього виготовляли зброю та обладунки для воєн з Наполеоном. Наприкінці 1836 у Чормозі були заарештовані члени таємного декабристського товариства «Вольность» на чолі з Петром Поносовим. Під час революції 1905 року робітники заводу, незважаючи на те, що вони отримували зарплату золотом, схопили керуючого Півінського, вимагаючи збільшення платні, знущалися над ним, водили по цехам заводу та вулицями Чормоза, привели його на ополонку, погрожуючи втопити. [недоступне посилання з серпня 2019] Незабаром після цього в Чормоз урочисто, з піснями, увійшла сотня козаків та суворо покарала бунтівників.
У 1956 у зв'язку з будівництвом Камської ГЕС, частину міста було затоплено (в тому числі історичний район міста Підгора) та перенесено на нове місце, а завод, який опинився в зоні затоплення, закрито. Обладнання заводу було застарілим, джерела сировини та ринки збуту продукції перебували на великому віддаленні від підприємства, тому було прийнято рішення про його ліквідацію. Ліквідація старого заводу підірвала основу життя міста Чормоза, привела до значного скорочення чисельності його жителів (за кілька років з 18000 до 11000 осіб, в подальшому чисельність продовжувала скорочуватися, на початок 2012 року залишилося близько 4 тис. жителів). У 1959 було скасовано Чормозький район, частина його територій відійшли до Добрянського та Юсьвинського районів, а саме місто Чормоз з п'ятьма прилеглими сільрадами потрапило до складу Іллінського сільського району. Надалі в місті було засновано кілька нових промислових підприємств, але кількість зайнятих на них було значно менше, ніж на старому заводі. Місто вже не змогло відродитися до колишніх розмірів.
7 травня 1971 льотчик Валерій Рубаненко, ціною свого життя відвів палаючий Міг-21 від міста Чормоза   .

## Економіка
Економіка сучасного Чормоза базується на дрібному підприємництві (головним чином, в сільському господарстві та роздрібній торгівлі). Єдиним великим підприємством міста є лише Завод нафтогазового машинобудування «Синергія» .
У листопаді 2007 завершилося будівництво асфальтованої дороги Чормоз — Іллінський — Перм.

Соціально-культурне та побутове обслуговування населення здійснюють: школа, краєзнавчий музей, дитяча школа мистецтв, клуб-кінотеатр, школа для розумово відсталих дітей, бібліотека і два православних храми , . 

## Відомі люди
- Вахрамеєв Іван Михайлович — радянський генерал-майор артилерії.
- Подойніцин Григорій Якимович — радянський військовий юрист, генерал-майор юстиції.